# Melbourne Aquarium

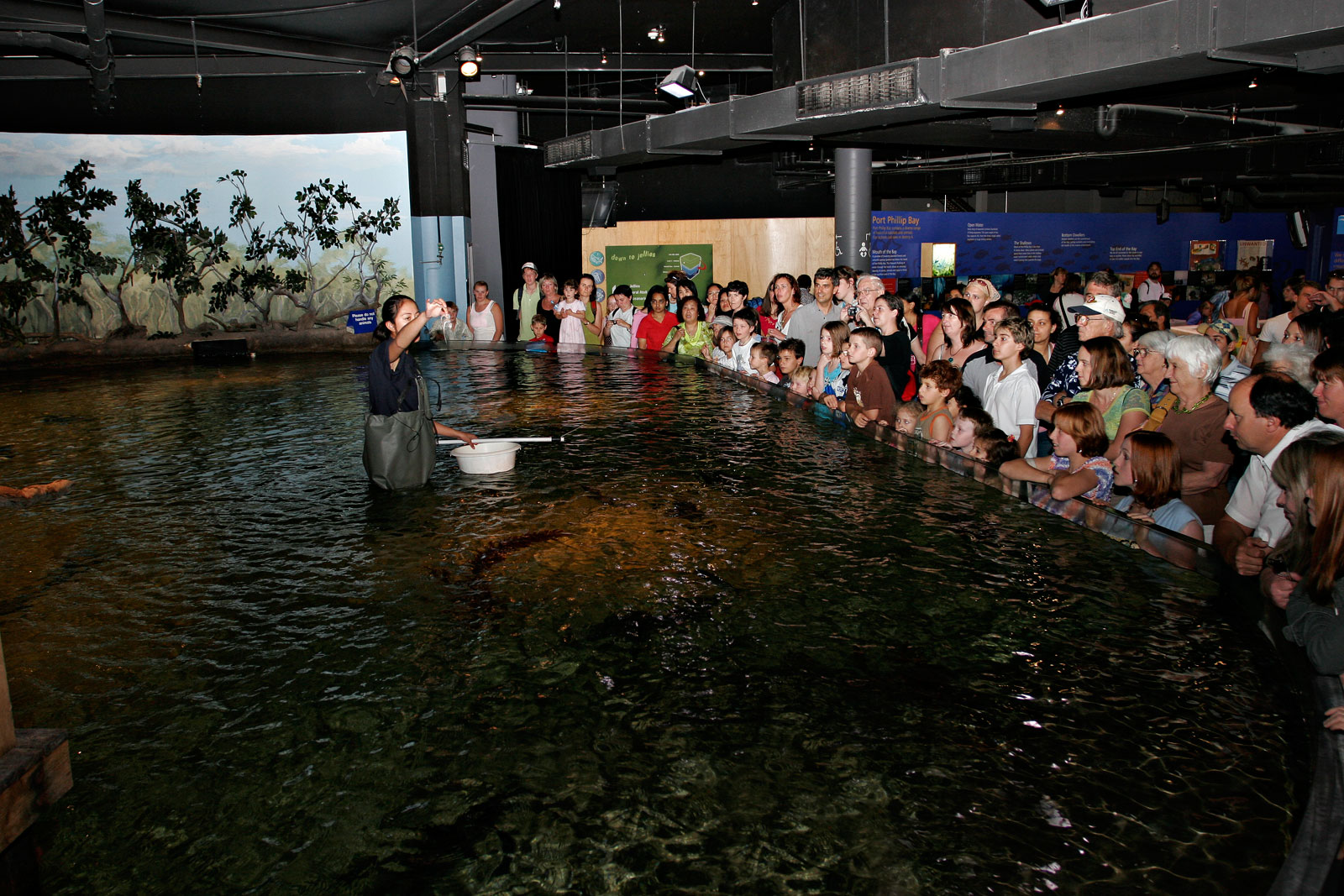
De zeedieren worden gevoerd.

Het Melbourne Aquarium is een openbaar aquarium in Melbourne, Australië. Het bevindt zich aan de King Street bij de rivier de Yarra en nabij het kruispunt met Flinders Street. Ten westen van het Melbourne Aquarium bevindt zich het Batman Park.

## Overzicht
In het Melbourne Aquarium zijn onder andere de volgende dieren te zien:
- Koningspinguïns en ezelspinguïns (in Antarctica)
- Zeekatten, vuurvissen, grote rafelvissen, krabben, anemoonvissen en andere kleurvolle zeedieren (in Weird & Wonderful)
- Regenboogvissen, schildpadden, slangen, meervalachtigen, barramundi, pijlgifkikkers en fluorescerende kwallen (in River to Reef)
- Haaien (waaronder zandtijgerhaaien), pijlstaartroggen, schildpadden en exotische vissen (in Sharks Alive)

In het Melbourne Aquarium is ook een replica van de ijsbreker Nella Dan te zien. In Sharks Alive kunnen bezoekers duiken in het water om tussen de haaien te zwemmen. De dieren worden dagelijks gevoerd door duikers van Melbourne Aquarium. In het Ocean Theatre kan men presentaties bekijken over de dieren.

## Geschiedenis
Het gebouw is ontworpen door het architectenbureau Peddle Thorp en het is gebouwd tussen februari 1998 en december 1999. Het Melbourne Aquarium werd geopend in januari 2000. Het bassin, het Oceanarium, bevat 2,2 miljoen liter water. De diepte van het gebouw is zeven meter onder de grond.
In 2000 vond er een uitbraak van de veteranenziekte plaats onder mensen die het Melbourne Aquarium hadden bezocht tussen 11 april en 27 april. Hierbij kwamen twee mensen om het leven en werden meer dan zestig mensen ziek. De slachtoffers spanden een rechtszaak aan die in 2004 werd gewonnen. Het ventilatiesysteem werd aangepast na het incident.
In 2011 werd het aquarium overgenomen door Merlin Entertainments.

## Foto's

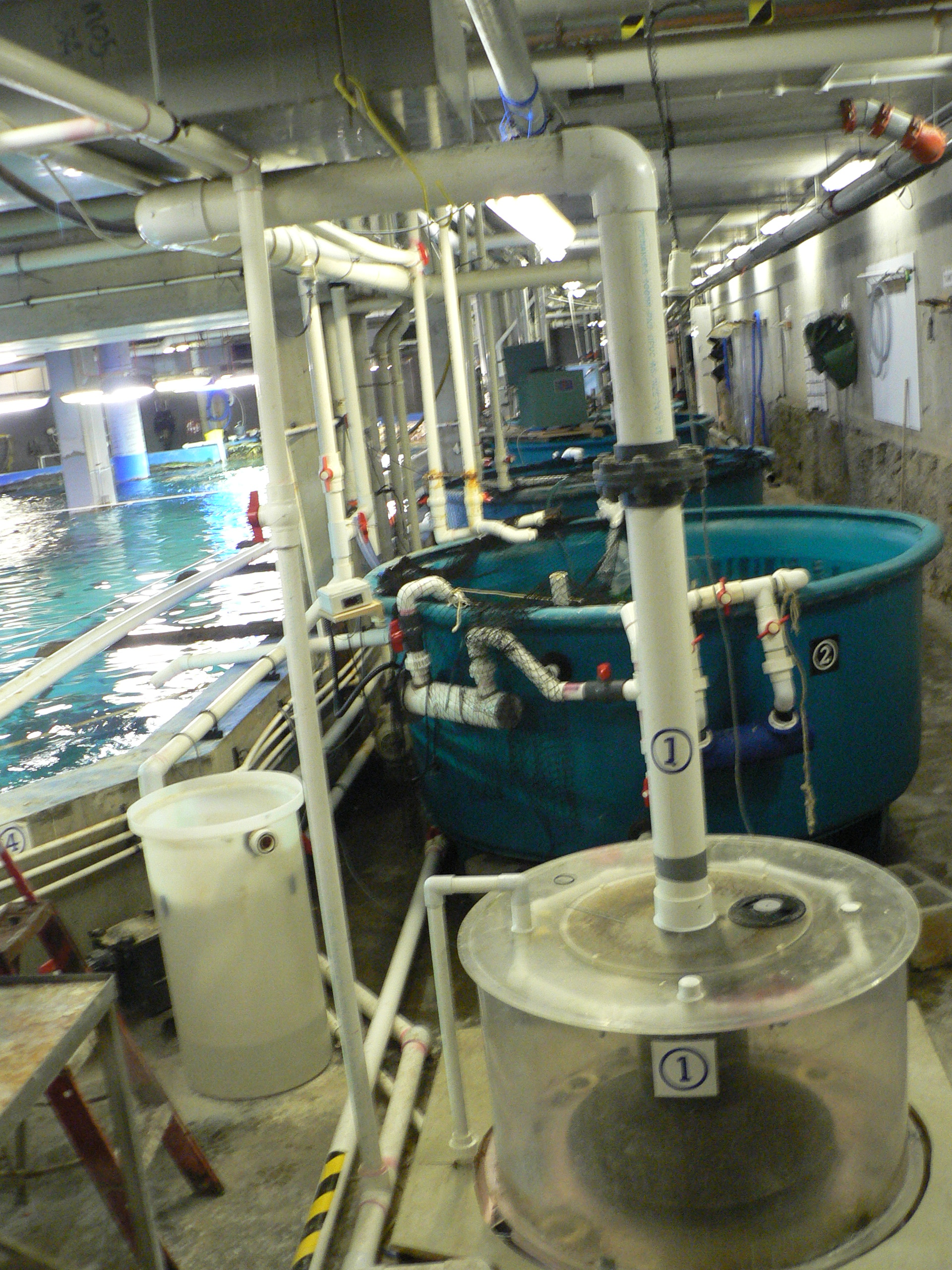
Pompen in het Melbourne Aquarium.
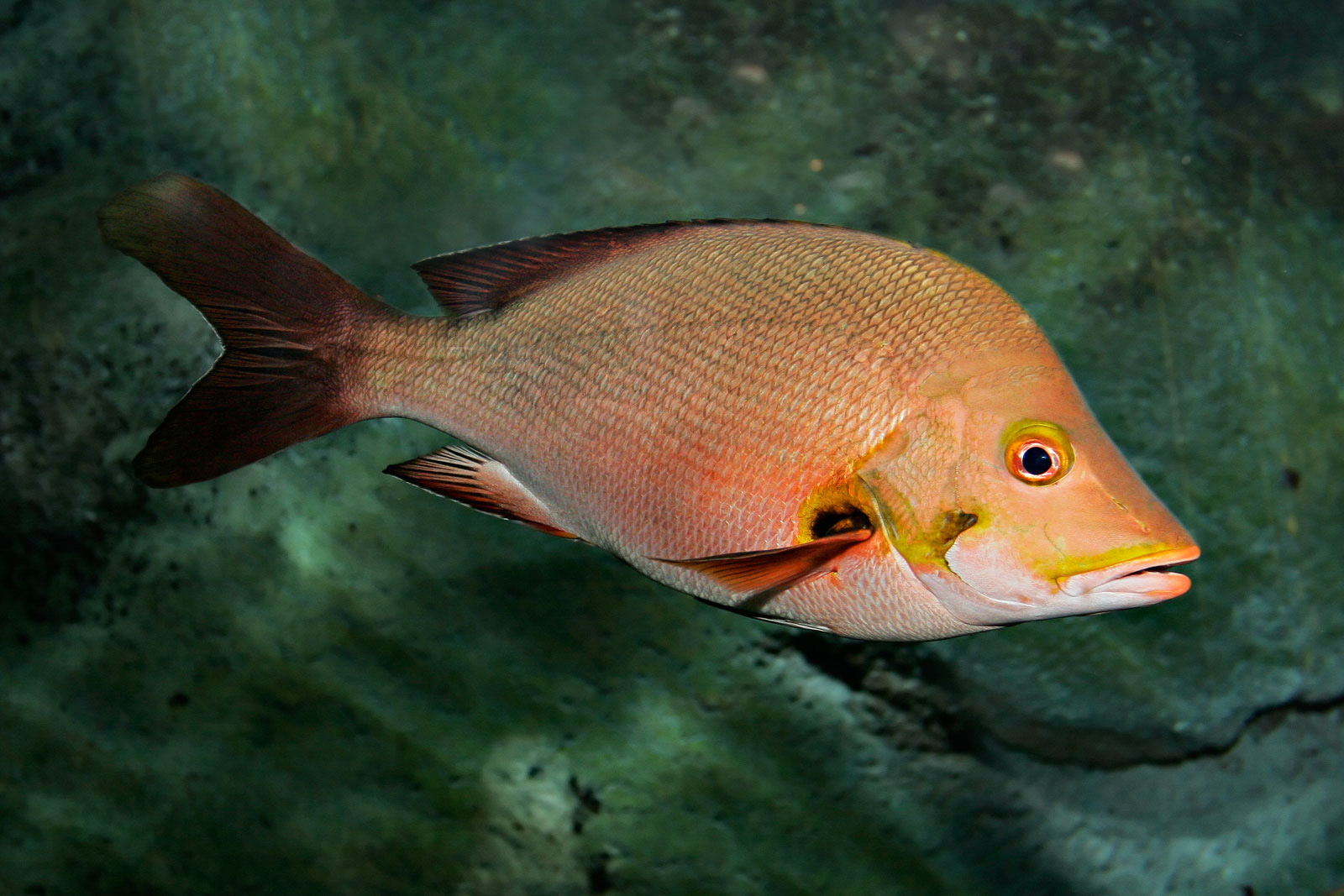
Lutjanus gibbus.
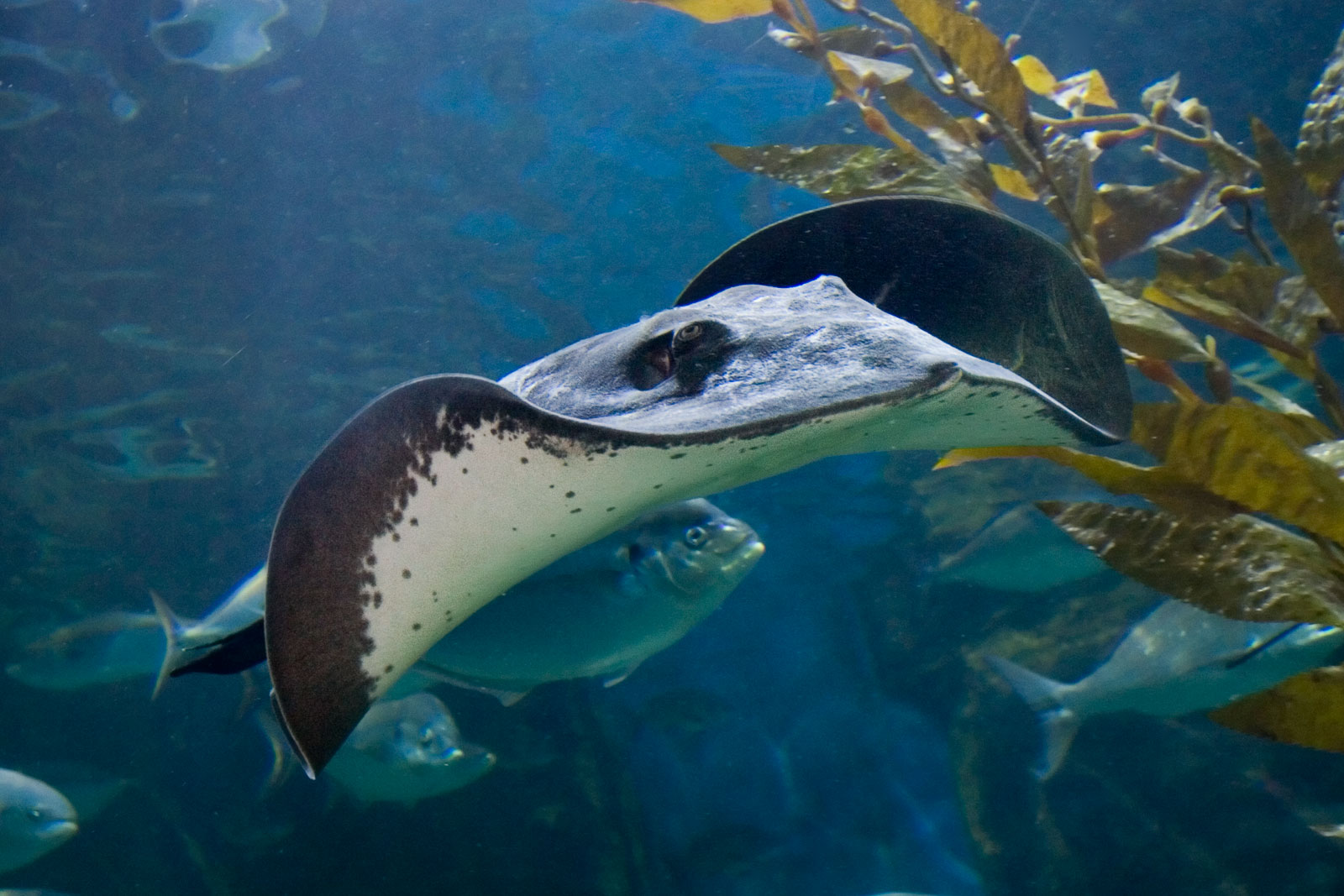
Een pijlstaartrog.
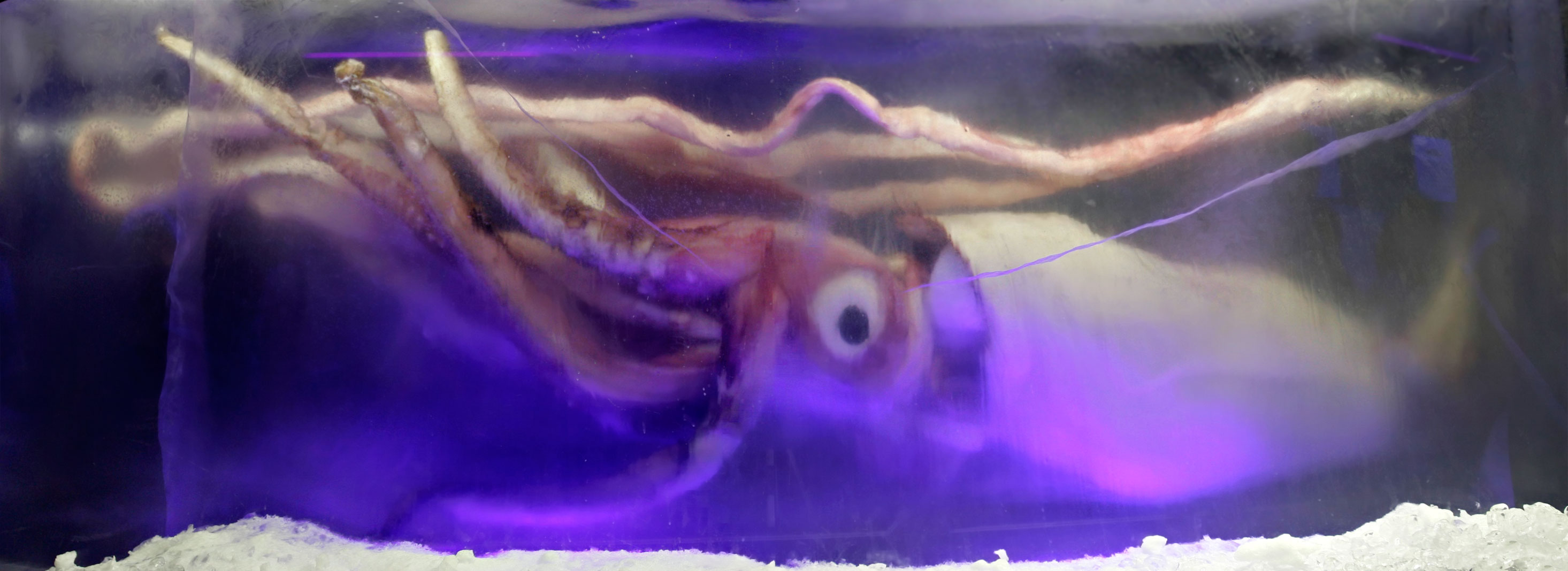
Een inktvis in ijs.